# Ingrid Laubrock
Ingrid Laubrock (née en 1970) est une saxophoniste allemande de jazz.

## Biographie

### Jeunesse
Ingrid Laubrock naît à Stadtlohn, une petite ville située en Rhénanie-du-Nord-Westphalie à la frontière avec les Pays-Bas. Elle grandit dans un environnement musical et est très tôt initiée à la musique puisqu'elle reçoit des leçons de piano dès ses 4 ans. Vers l'âge de 11 ans elle fait partie d'une chorale. Au cours de sa jeunesse elle se passionne pour le jazz avec une préférence pour le free jazz. À la fin de sa scolarité elle rejoint Berlin, y occupe divers emplois, fait ses débuts au saxophone alto puis elle quitte l'Allemagne en 1989 pour s'installer en Angleterre.
À Londres Ingrid Laubrock étudie la musique quelques années en prenant des cours de saxophone en particulier avec Jean Toussain ou encore Stan Sulzmann. Dans les années 1990, la jeune saxophoniste saisit l'occasion d'effectuer une semaine en masterclass aux États-Unis avec le saxophoniste David Liebman,. Laubrock suit aussi des cours de jazz pendant un an à l'école de musique Guildhall School of Music and Drama. Elle collabore ensuite avec les musiciens du collectif F-ire (Fellowship for Integrated Rhythmic Expression). À cette période la saxophoniste joue principalement du saxophone ténor et soprano.

### Carrière

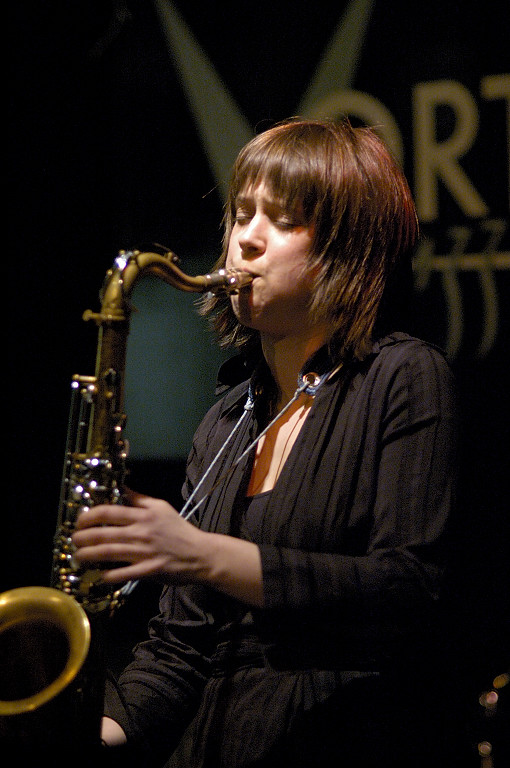
Ingrid Laubrock en 2006.

En 1993, Laubrock participe au quartet Nóis 4 de la chanteuse brésilienne Monica Vasconcelos. Cette année-là elle enregistre aussi un duo avec le pianiste Liam Noble ; une collaboration réitérée 15 ans plus tard en 2008 sur son album Sleepthief, en trio avec le batteur Tom Rainey. Elle enregistre en 2005 son troisième album, Forensic qui se distingue de deux précédents par davantage d'improvisation, une volonté d'explorer de nouveaux chemins. Une approche que se concrétise avec l'album suivant Sleepthief où ses compositions révèlent un plus haut degré d'abstraction tout en laissant la place à l'improvisation. 
En 2007, elle se fait remarquer par son passage au Festival de Jazz de Berlin.
Après 19 ans passés à Londres, la saxophoniste quitte la capitale anglaise durant l'été 2008 pour s'installer à New York dans le quartier de Brooklyn. Elle se produit rapidement sur la scène new-yorkaise. En leader elle se produit notamment avec sa formation Sleepthief accompagnée du pianiste Liam Noble et du batteur Tom Rainey ou encore avec le groupe Anti-House constitué de Mary Halvorson, John Hébert, Kris Davis et Tom Rainey ; mais aussi des collaborations comme au sein du groupe Paradoxical Frog, un trio avec le batteur Tyshawn Sorey et le pianiste Kris Davis.

## Récompenses
Ingrid Laubrock remporte en 2004 le BBC Jazz Award for Innovation alors qu'elle fait partie du collectif F-ire et deux ans plus tard le Fellowship in Jazz Composition de la Arts Foundation. En 2009, la saxophoniste reçoit le prix SWR (Southwest Germany Radio), une récompense musicale allemande de 15 000 euros décernée conjointement par une radio et l'état de Rhénanie-Palatinat, pour son album Sleepthief paru l'année précédente.

## Discographie sélective

### En leader
| Enregistrement | Nom de l'album        | Label et notes          |
| -------------- | --------------------- | ----------------------- |
| 1998           | Who Is It?            | Candid Prod             |
| 2001           | Some Times            | Candid Productions Ltd. |
| 2005           | Forensic              | F-ire.                  |
| 2007           | Sleepthief            | Intakt Records.         |
| 2010           | Anti-House            | Intakt Records.         |
| 2010           | The Madness of Crowds | Intakt Records.         |
| 2012           | Strong Place          | Intakt Records.         |

### Collaborations
Liste partielle.
| Enregistrement | Leader           | Nom de l'album     | Label et notes  |
| -------------- | ---------------- | ------------------ | --------------- |
| 2006           | Liam Noble       | Let's Call This... | Babel.          |
| 2009           | Paradoxical Frog | Paradoxical Frog   | Babel.          |
| 2010           | Tom Rainey       | Pool School        | Clean Feed.     |
| 2011           | Tom Rainey       | Camino Cielo Echo  | Intakt Records. |
| 2011           | Paradoxical Frog | Union              | Clean Feed.     |
| 2012           | Haste            | Haste              | Emanem.         |
| 2012           | Catatumbo        | Catatumbo          | Babel.          |